# Macugnaga
Macugnaga (Macügnàga nel dialetto ossolano, Makanà in titsch, la locale lingua walser) è un comune italiano sparso di 497 abitanti della provincia del Verbano-Cusio-Ossola in Piemonte, situato ai piedi della maestosa parete est del Monte Rosa, la più alta delle Alpi, nel versante piemontese del massiccio. Il suo territorio raggiunge il punto più alto con il picco della Grenzgipfel (4618 m), risultando il comune con la maggiore altitudine dell'intera regione.

## Geografia fisica

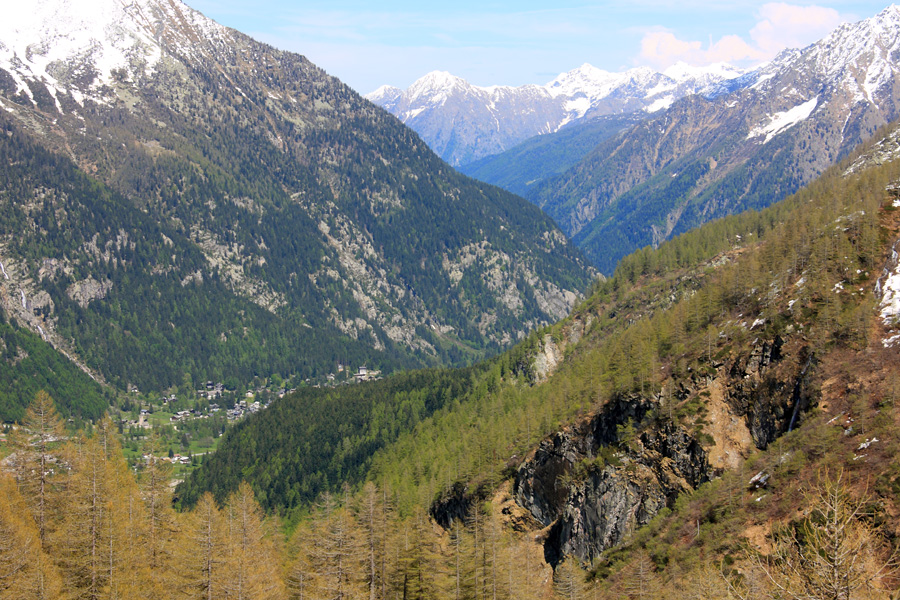
La testata della Valle Anzasca

Posto al limite estremo della Valle Anzasca, una delle sette valli della Val d'Ossola, ai piedi del versante est del Monte Rosa e della sua famosa parete Est, il territorio comunale si estende dai 946 ai 4.634 metri s.l.m. della Punta Dufour.

### Idrografia

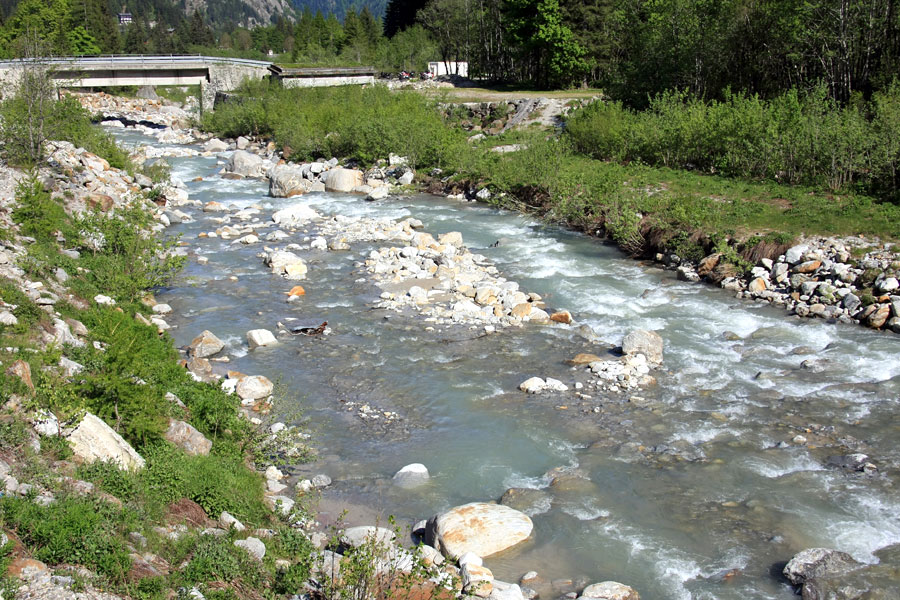
L'Anza a Pecetto

Il territorio è solcato da numerosi corsi d'acqua tra cui i torrenti Horlovono, Pedriola, Tambach, Testa / Tieschtbach, Quarazza / Kratz e rio Val Rossa, tutti tributari del torrente Anza / Vischpu. Quest'ultimo nasce dalla fusione del ghiacciaio del Belvedere, lambisce l'alpe Burky e quasi tutte le frazioni del paese: Pecetto, Opaco, Ripa, Staffa, Ronco, Testa, Isella, Borca, Fornarelli e Pestarena. Uscito da Macugnaga solca interamente la Valle Anzasca, sino a confluire nel Toce.
A Macugnaga si trovano inoltre numerosi laghetti alpini e un bacino artificiale: la diga della valle Quarazza, che si origina dal torrente omonimo e da numerosi affluenti minori (torrente Quarazzola, cascata della Pissa, ecc.).
Importante è anche il lago delle Locce, piccolo bacino glaciale situato a oltre 2.300 metri s.l.m., originato dalla fusione del ghiacciaio omonimo, la cui lingua glaciale termina in corrispondenza del lago.
Il lago Smeraldo è, invece, un piccolo bacino che si origina in estate, generato dalla fusione delle nevi al passo del Monte Moro, come altri laghetti alpini minori (Ligher in Quarazza). Sopra l'abitato di Opaco, nei pressi dell'antico nucleo abitato del "Buord", sorge la depressione del lago Secco / Siewii. Il bacino, asciutto per buona parte dell'anno, si riempie soltanto nei periodi di fusione delle nevi e di piogge intense e comunque raramente.

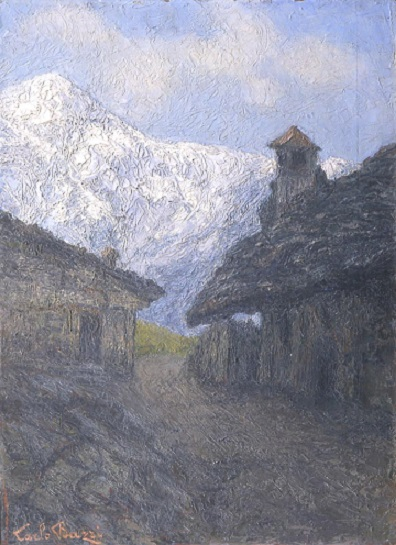
Carlo Bazzi
"Baite a Pecetto Macugnaga"
1905, olio su tela
Collezione Banca Intesa Sanpaolo, Gallerie d'Italia

## Storia
Il primo insediamento stabile di coloni è avvenuto nella seconda metà del XIII secolo ad opera di una popolazione proveniente dall'elvetica valle di Saas: i Walser, contrazione di Walliser, stabilitisi nella parte alta della Valle Anzasca, oltre che a Formazza / Pomatt, Salecchio / Saley, Àgaro / Agher, Ausone / Opso (località ora di Premia), Ornavasso / Urnavasch e Migiandone / Dorf. Una volta valicato il passo del Monte Moro / Saaserberg questa popolazione avrebbe trovato nell'ampia conca glaciale un luogo idoneo per sviluppare la pastorizia e l'agricoltura, caratterizzando con elementi specifici della loro cultura l'architettura e la lingua, un alto tedesco ancor oggi fermo nella semantica medievale.
Ancora oggi sono visibili le tipiche abitazioni Walser, molte delle quali splendidamente restaurate con approccio conservativo, con basamenti in pietra, strutture e interni interamente in legno di larice, i caratteristici balconi e il tetto in pietra a due falde ricoperto di lastre di sasso locale, dette anche "piode", o più raramente di scandole di larice: come riscaldamento una stufa in pietra ollare, detta "Òòfe", in genere riportante la data di costruzione dell'abitazione, le più antiche delle quali del XVI secolo. 
Uno splendido esempio di questa architettura è il Museo "Alts Walserhuus van zer Burfuggu" che si trova nella frazione Borca.
Dal punto di vista politico-amministrativo Macugnaga seguì parzialmente le vicende dell'Ossola. Inizialmente appartenente al Ducato di Milano, ne seguì il destino con le dominazioni spagnola e austriaca. Nel 1743 con il trattato di Worms l'Ossola venne aggregata al Regno di Sardegna. Sotto il profilo amministrativo Macugnaga, come tutta la Bassa Ossola, venne inclusa nella Provincia di Pallanza e inserita nel Mandamento di Vogogna poi soppresso nel 1818 e passando al nuovo mandamento di Bannio, il quale fu riassegnato alla Provincia dell'Ossola. Con la nascita del Regno d'Italia la Provincia dell'Ossola fu trasformata in Circondario e venne inclusa nella Provincia di Novara. Macugnaga appartenne a questa Provincia sino al 1992, anno di istituzione della nuova Provincia del Verbano-Cusio-Ossola.

### La tradizione alpinistica

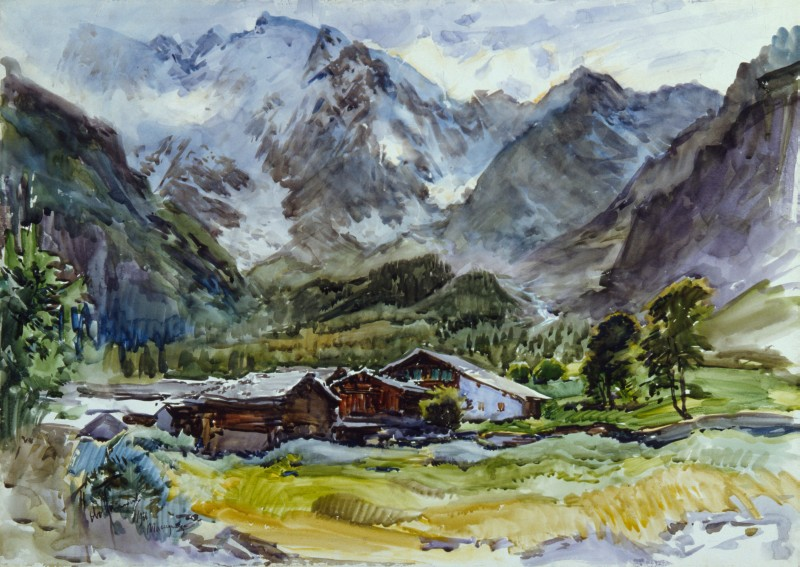
Aldo Raimondi
Pecetto di Macugnaga
1966, acquerello
Milano, Fondazione Cariplo

Come la vicina Alagna Valsesia, posta a sud oltre il colle del Turlo, Macugnaga vanta una grandissima storia alpinistica legata soprattutto alla famosa parete est del Monte Rosa, la più alta delle Alpi. Con la sua prominenza di 2.600 metri e una larghezza di circa tre chilometri, la parete, spazzata in continuazione dalle valanghe, è l'unica nel sistema alpino di dimensioni himalayane. La parete è stata frequentata da alcuni tra i più grandi scalatori di tutti i tempi come Matthias Zurbriggen, Julius Kugy, Lucien Devies, Jacques Lagarde, Alessandro Gogna, Ettore Zapparoli, Hermann Buhl, Kurt Diemberger, Patrick Gabarrou e Silvio Mondinelli.
Accanto alle grandi imprese che hanno contraddistinto la storia della località anche innumerevoli tragedie: nel cimitero della Chiesa Vecchia, la sezione dedicata agli alpinisti caduti sul Monte Rosa è particolarmente impressionante.
A Staffa, il Museo della Montagna istituito nel 1972, testimonia attraverso un percorso documentato, l'importanza delle pagine di storia alpinistica scritte sulle cime di questa valle. 
Molte delle più grandi imprese (ma anche delle più grandi tragedie) si sono svolte sulla famosa parete est. Tuttavia, sarebbe sbagliato ridurre tutto alla grande parete, dimenticando altre cime come la Tre Amici 3.727 metri s.l.m. o la Cima di Jazzi 3.804 metri s.l.m., sulle quali si sono svolte imprese altrettanto epiche.

### Simboli
Lo stemma è stato concesso con regio decreto del 24 giugno 1929.
Il gonfalone, concesso con DPR del 28 ottobre 1982, è un drappo partito di bianco e di azzurro.

## Monumenti e luoghi d'interesse

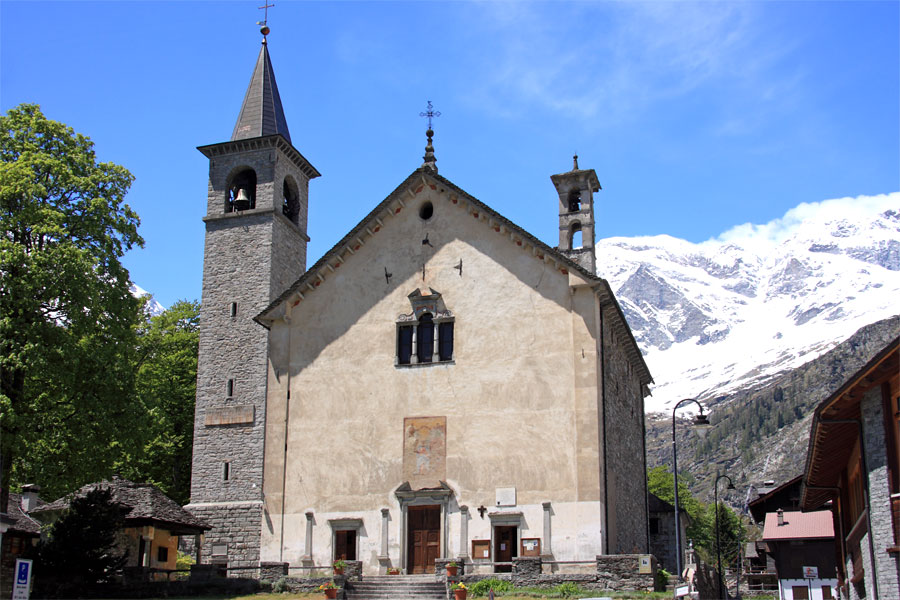
La chiesa parrocchiale a Staffa

- Il Dorf, ovvero il nucleo antico del paese tra gli abitati di Pecetto e Staffa, con il piccolo villaggio, la Chiesa Vecchia risalente al XIV secolo e il Vecchio Tiglio, l'albero monumentale di oltre 700 anni, simbolo della comunità di Macugnaga.
- La parete Est del Monte Rosa, gioiello alpino definita "himalayana" per altezza, dimensioni e difficoltà.
- Il borgo, nelle sue sfaccettature paesaggistiche, naturali, architettoniche (antiche case, fienili, forni del pane, mulini, alcuni risalenti al XVI secolo).

### Architetture religiose
- Chiesa vecchia, in località Dorf
- Chiesa nuova, nella frazione Staffa
- Oratorio di San Rocco, nella frazione Motta
- Oratorio di Santa Maria Addolorata, nella frazione Isella
- Oratorio di San Giovanni Battista, nella frazione Pestarena
- Oratorio di San Bartolomeo, nella frazione Stabioli
- Oratorio della Beata Vergine della Neve, nella frazione Borca
- Chiesa della Madonna dei Ghiacciai, nella frazione Pecetto

## Società

### Evoluzione demografica
Abitanti censiti

### Etnie e minoranze straniere
Secondo i dati ISTAT al 31 dicembre 2010 la popolazione straniera residente era di 14 persone. Le nazionalità maggiormente rappresentate in base alla loro percentuale sul totale della popolazione residente erano:
- Romania 9 1,47%

### Ripartizione linguistica
Secondo un'inchiesta del 2001 realizzata in Valle d'Aosta e nel Piemonte settentrionale mirata a scoprire la distribuzione linguistica attuale, il 93,9% della popolazione parlava italiano, il 4,9% parlava la lingua walser, mentre l'1,1% parlava il dialetto come lingua madre. Nonostante ciò, il 97,8% dichiarava di conoscere l'italiano, il 46,6% il walser, il 13,8% il tedesco standard e il 5,3% lo svizzero tedesco.
| Lingua madre | 2001  |
| ------------ | ----- |
| Italiano     | 93,9% |
| Walser       | 4,9%  |
| Altra lingua | 1,1%  |

## Cultura

### Musei
- Il Museo Antica Casa Walser a Borca (Museo Alte Walserhüüs van zer Burfuggu) illustra lo spirito della comunità Walser, con la sua accoglienza, i suoi usi e costumi, i suoi piatti tipici.
- Il Museo della montagna e del contrabbando, in via ai Prati a Staffa, raccoglie documenti sulle vicende legate alle scalate del Rosa.
- Presso la frazione di Borca è possibile anche visitare la Miniera d'oro della Guia.

### Cinema
Il film Quando la notte di Cristina Comencini è stato girato quasi interamente a Macugnaga (molte riprese sono state effettuate al rifugio Zamboni-Zappa).

## Geografia antropica

### Frazioni

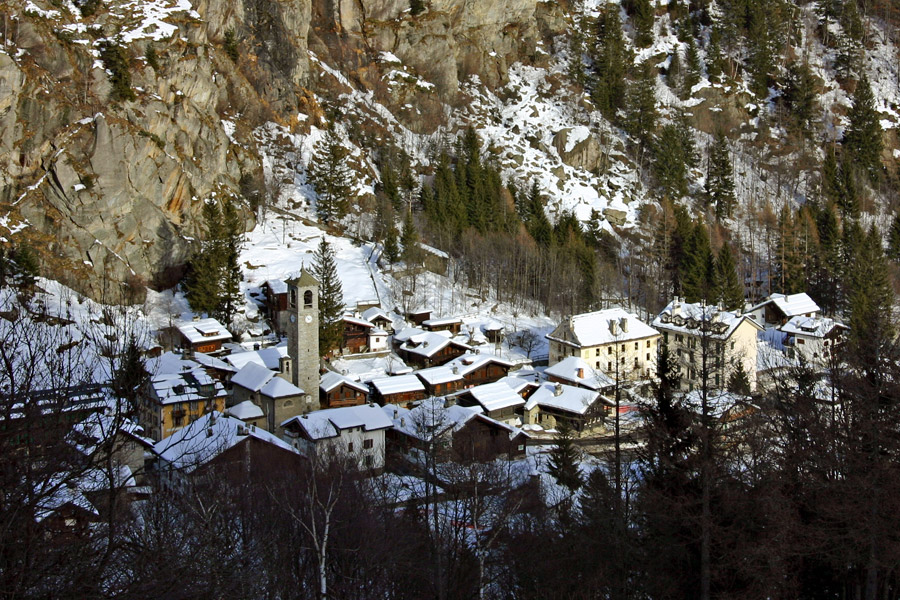
Veduta della frazione Borca

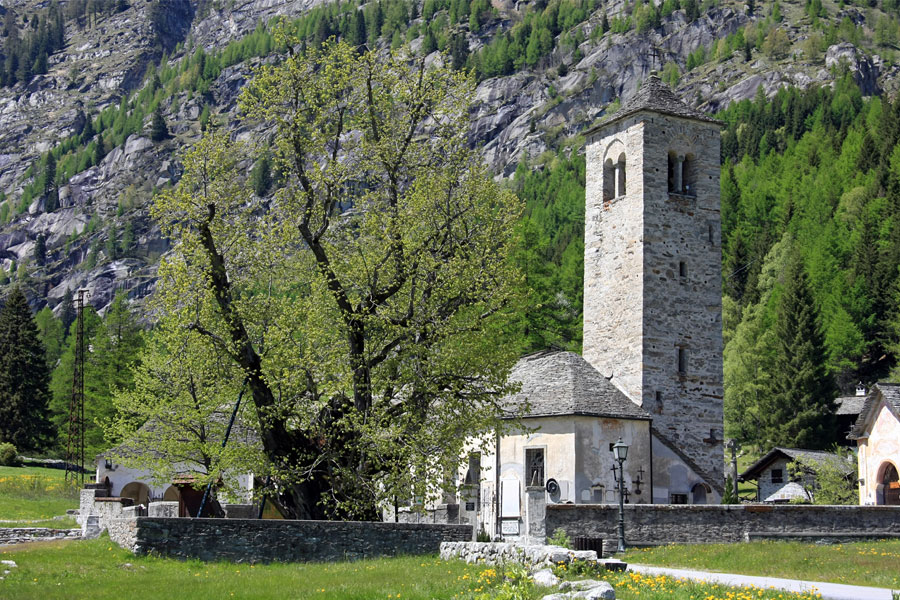
La chiesa vecchia e l'antico tiglio a Staffa

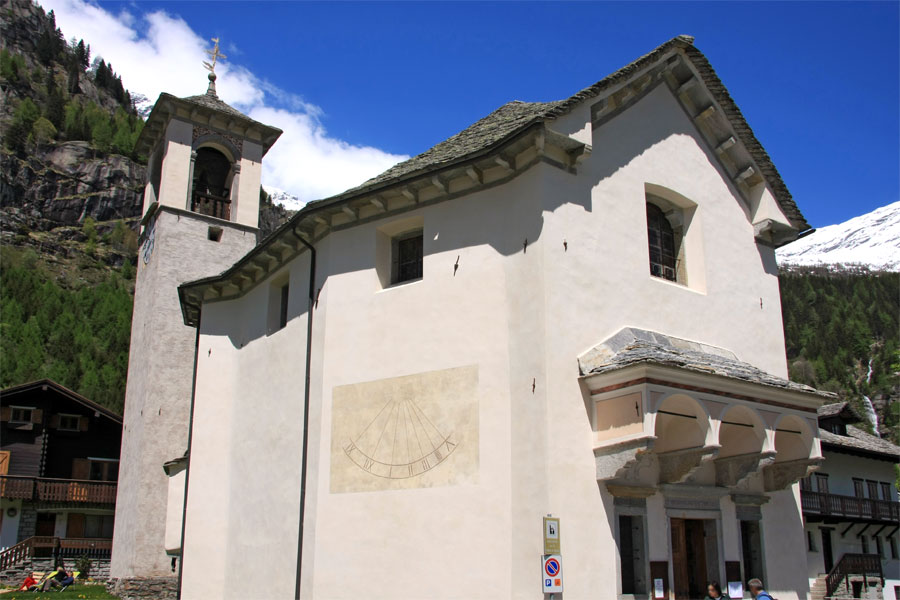
Chiesa di Pecetto

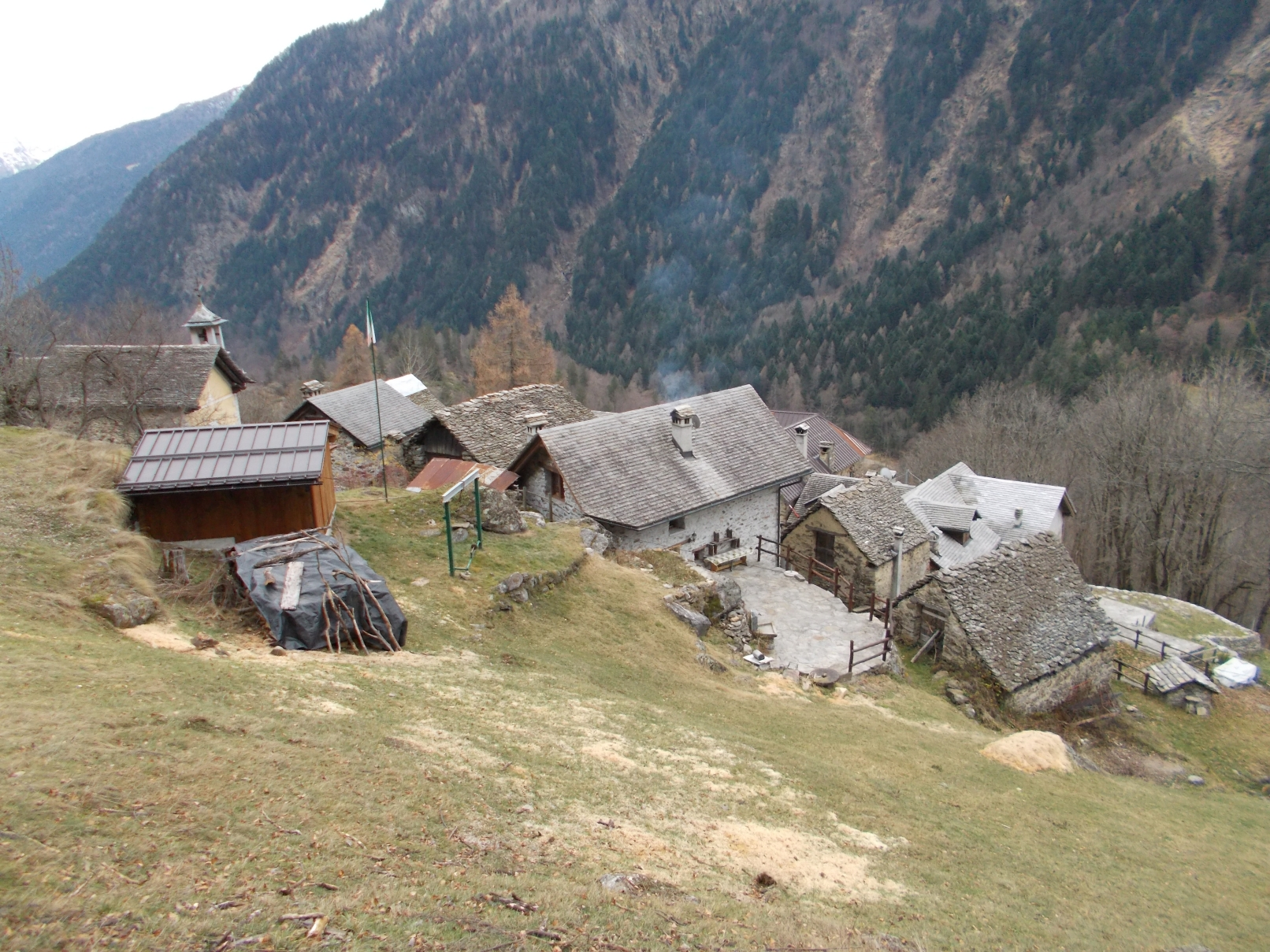
La frazione di Stabioli

Il comune di Macugnaga si compone delle seguenti frazioni: Pecetto, Opaco, Ripa, Dorf, Staffa (sede comunale), Testa, Isella, Motta, Borca, Fornarelli, Pestarena, Stabioli.

#### Pestarena / In der Mattu
Il primo nucleo abitato che si incontra salendo la strada statale è Pestarena, situato su verdeggianti declivi ben individuati dal toponimo In der Mattu (al prato), con cui i Walser battezzarono la località. Nell'abitato sorge la chiesa di San Giovanni Battista (secolo XVII); l'edificio ampliato e ristrutturato nel 1684 fu dotato di cimitero nel 1789, che serve per tutte le frazioni di valle. Solo nel 1950, data la notevole presenza di minatori che aumentò il numero degli abitanti della frazione, la chiesa di Pestarena fu smembrata dalla parrocchia di Santa Maria Assunta e costituita in parrocchiale.

#### Borca / zer Burfuggu
La seconda frazione salendo la valle è Borca, in lingua walser zer Burfuggu, già anticamente sede comunale. Nella parte più antica del paese si trova la chiesa della Beata Vergine delle Nevi (ad Nives), risalente al 1653, che conserva all'interno una serie di notevoli affreschi devozionali. Dalla frazione è possibile raggiungere in breve tempo la vicina Val Quarazza.

#### Staffa / In d Schtapfú
Staffa è l'attuale capoluogo comunale situato al centro della grande valle glaciale di Macugnaga. Ai margini della frazione si trova la parrocchiale di Santa Maria Assunta la cui costruzione iniziò alla fine del Settecento, in sostituzione della primitiva parrocchiale, da allora denominata per questa ragione Chiesa Vecchia / Zér Altu Chilchu. L'edificio è a pianta rettangolare con una sola e sfarzosa navata e rivolge la sua facciata verso il fondovalle. Il campanile che la affianca fu eretto nel 1936. Una lapide ricorda l'ascensione alla cima Dufour del Monte Rosa compiuta nel 1889 dal sacerdote Achille Ratti, poi divenuto papa con il nome di Pio XI.
Poco sopra Staffa sorge il Dorf / z' Duorf, il nucleo originario walser di Macugnaga, con la Chiesa Vecchia ricordata.
A Staffa ha sede la stazione di valle della funivia Staffa-Alpe Bill-Monte Moro. Località minori sono ai Prati / In de Matte e Ronco / Im Ròngg.

#### Pecetto / Zer Tannu (Inferiore e Superiore)
La frazione di Pecetto, ultima tra le frazioni che formano il comune di Macugnaga, ha una chiara vocazione turistica. La frazione si divide in due abitati distinti: Pecetto Inferiore / zer Ondre Tannu e Pecetto Superiore / zer Obre Tannu, all'interno del quale sorge la cosiddetta Casa Pala, dichiarata monumento nazionale - non aperta al pubblico - quale antico e significativo esempio di tipica forma architettonica walser. L'edificio risale alla fine del Cinquecento ed è diviso verticalmente in due parti. La chiesa della Madonna dei Ghiacciai fu edificata, come attesta un'iscrizione sulla facciata dell'edificio stesso, il 2 giugno 1635. A poca distanza da essa, fu eretta già nel 1582 la cappella intitolata a San Rocco e San Giovanni Battista, ancora esistente. 
A Pecetto sono ubicati gli impianti di risalita delle seggiovie Pecetto-Burky e Burky-Belvedere e la vecchia funivia Pecetto-Pizzo Bianco Piani Alti, dismessa nel 1975.

#### Altre frazioni
Frazioni minori del comune sono:
- Stabioli / en d Schtabije, la più meridionale località di Macugnaga, raggiungibile solo tramite una comoda mulattiera. Nella parte alta dell'abitato sono visibili i ruderi dell'antico paese, mentre nella parte bassa, più recente, è in corso un accurato piano di recupero. Caratteristico è il piccolo cimitero di minatori, del 1703, a fianco alla Chiesa di San Bartolomeo (sec. XVII);
- Fornarelli / Furnùrei - z' Fùrnùlei (Inferiore e Superiore) è situata tra Pestarena e Borca. La chiesetta, antica cappellania, è dedicata alla Madonna del Rosario e la sua costruzione è da ascriversi all'inizio del secolo XVIII, in quanto menzionata per la prima volta nella visita pastorale del 1759 di monsignor Balbis Bertone. Altre località sono Im Spiss e Scheber;
- Isella / En d Eju si trova sulla sponda orografica sinistra del torrente Anza, proseguendo dopo Borca. L'oratorio, dedicato alla Beata Vergine dei Sette Dolori (o dell'Addolorata), risale al secolo XVIII;
- Dorf / z'Duorf, detto Chiesa Vecchia / Zér Altu Chilchú, è il nucleo originario walser di Macugnaga, caratteristico e composto interamente da edifici in stile walser, alcuni recentemente restaurati. Qui sorge anche la prima chiesa del paese, attestata dal 1317 e, come l'attuale, dedicata all'Assunzione della Vergine, e il cimitero, in uso per le frazioni di monte. La chiesa fu oggetto di grandi lavori agli inizi del secolo XVI, quindi ricostruita e nuovamente consacrata nel 1523, mentre il campanile fu edificato negli anni ottanta dello stesso secolo. Fu sostituita dalla nuova parrocchiale di Staffa quando divenne insufficiente per assolvere alle esigenze della popolazione, rimanendo comunque consacrata al culto. Nei pressi si staglia il monumentale Vecchio Tiglio / z' Alte Lindebaum, all'ombra del quale per secoli tennero le riunioni comunitarie, il mercato annuale e si amministrò la giustizia. Il tiglio, dichiarato monumento nazionale, risale forse al XIII secolo e ha una circonferenza di ben sette metri;
- Motta / In der Mattu è una località posta sul promontorio sopra Isella, verso la Val Quarazza. Nella località è menzionata l'esistenza nel 1689 di un oratorio dedicato alla Beata Vergine di Loreto e poi a San Rocco, in seguito parzialmente riedificato dopo il terribile incendio che distrusse la località nel 1942;
- Testa / In Tieschtu è situata appena sotto la frazione di Staffa. Qui sorge un campo da calcio regolamentare;
- Ripa / Uf d Riifu si trova poco sopra la piazza comunale di Staffa, sulla sinistra. Per questo motivo è spesso confusa per una parte di Staffa;
- Opaco / In d Ääbi si riferisce anche come toponimo a tutta la sponda orografica sinistra del torrente Anza, con significato di opaco, buio, senza sole, poiché resta poco soleggiata. La frazione è però identificata con un piccolo borgo al di là del torrente Anza, oltre il ponte di Ripa, ed è provvista, come tutte le località, del tipico forno frazionale. Qui una cappelletta ricorda l'incendio che distrusse una parte del paese e uccise cinque fratellini che non ebbero scampo (Cappella degli Inglesi, XX secolo);
- Quarazza / Im Kratz, nella valle omonima, la località fu in gran parte sommersa nel 1948 dalle acque della diga omonima che dà origine al cosiddetto "lago della Fate", ma sopravvivono ancora alcune abitazioni originarie, scampate all'invaso. La piccola Cappella di San Niklaus / San Nicola (1950) che ha sostituito la precedente chiesetta anch'essa distrutta, conserva alcune parti interne originarie di quest'ultima.

### Alpeggi
Numerosi gli alpeggi, sui tre lati della vallata glaciale, alcuni in buono stato di conservazione, altri meno, tutti raggiungibili grazie all'annuale pulizia dei sentieri per opera di CAI, guide alpine, soccorso alpino e volontari di Macugnaga.

## Economia
A partire dal 1700 iniziò lo sfruttamento dei giacimenti auriferi della valle. Dal 1710 in poi vennero avviati lavori di scavo per oltre 50 chilometri di gallerie minerarie, finalizzate all'estrazione della pirite aurifera, che per tre secoli contrassegnò la vita delle frazioni di Pestarena e di Borca. La miniera rimase in attività fino al 1961, chiudendo a causa di insostenibili e aumentati costi di gestione e occupava circa 300 persone, per i quali l'azienda estrattrice provvide a costruire un vero e proprio piccolo villaggio. Nelle zone di lavorazione del prezioso metallo, come in Val Quarazza, i terreni sono rimasti inquinati da arsenico utilizzato per l'estrazione.
Attualmente rimangono centinaia di chilometri di gallerie scavate nella roccia, una parte delle quali visitabili dai turisti (miniera d'oro della Guia). Nei decenni seguenti il dopoguerra, Macugnaga ha avuto un progressivo sviluppo turistico estivo e invernale.

### Turismo

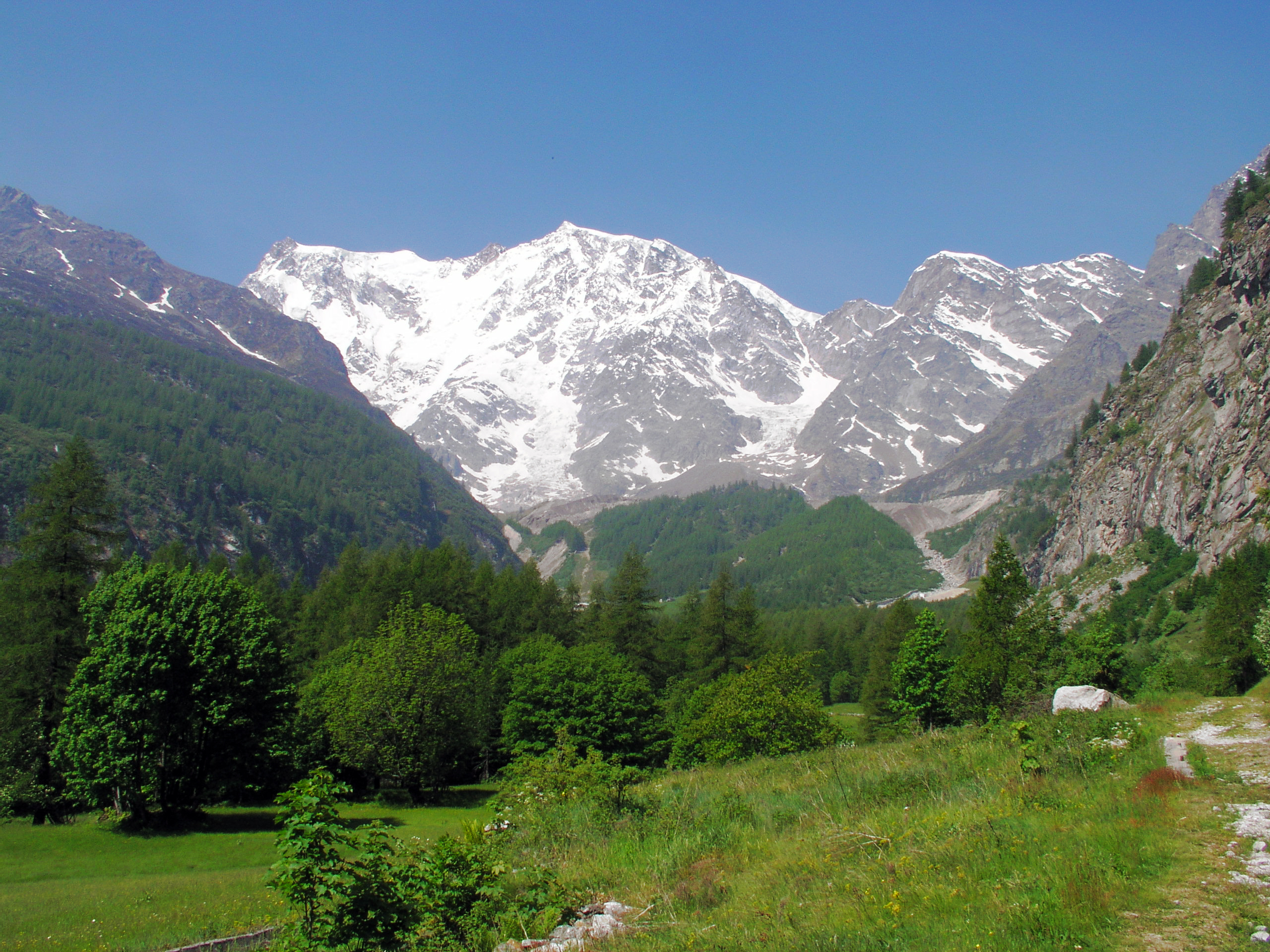
Il versante est del Monte Rosa da Pecetto

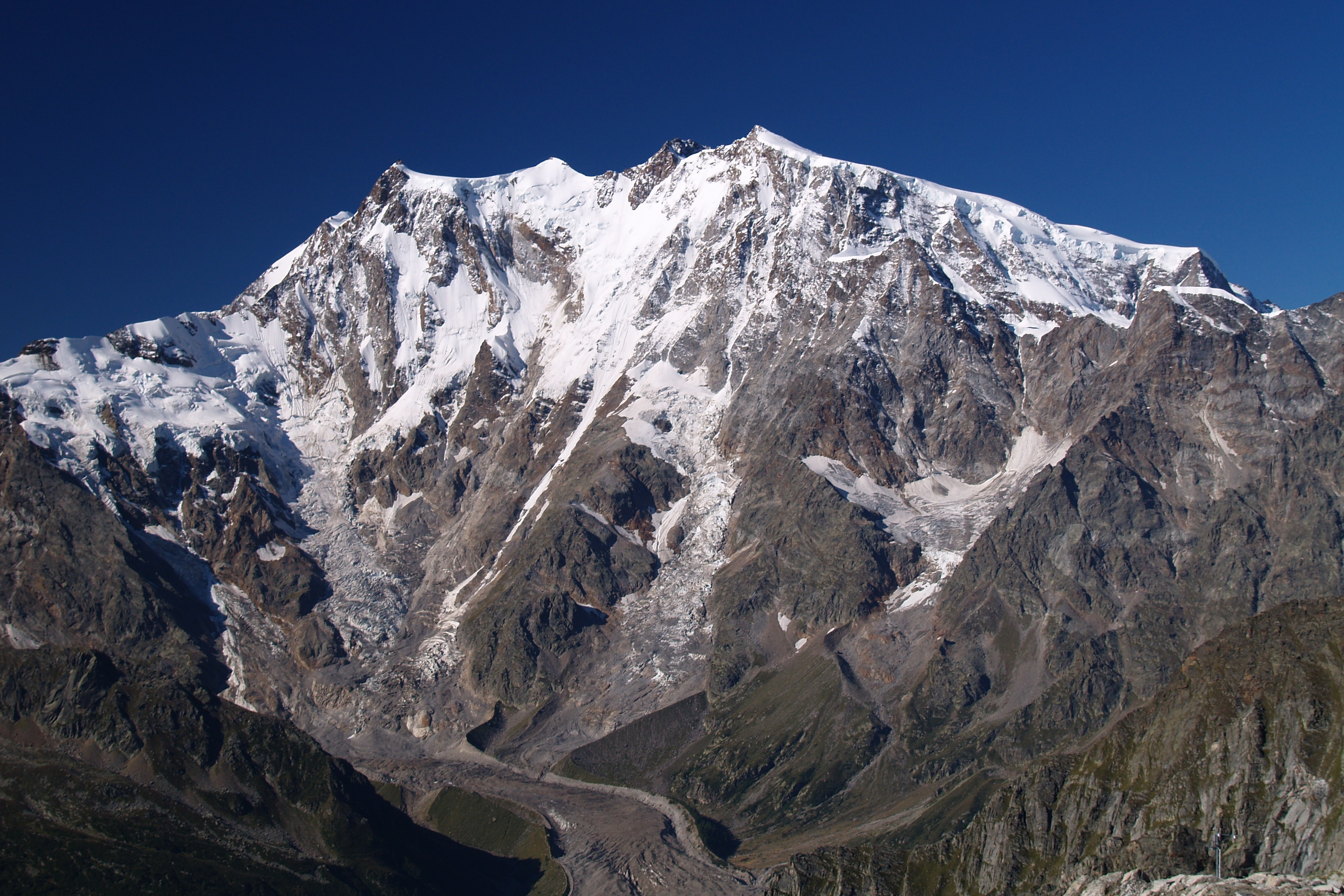
Vista ravvicinata della Parete est del Monte Rosa

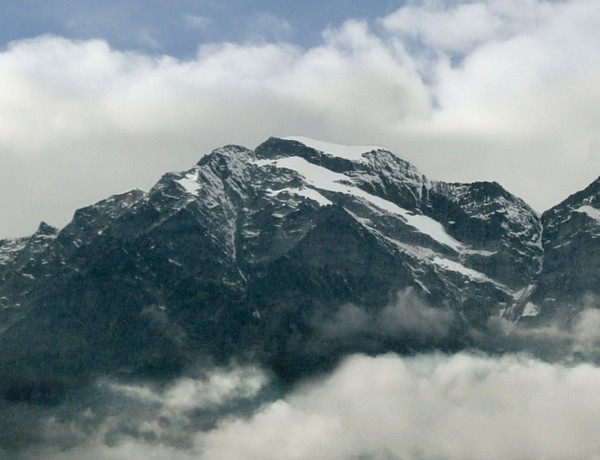
Cima di Jazzi

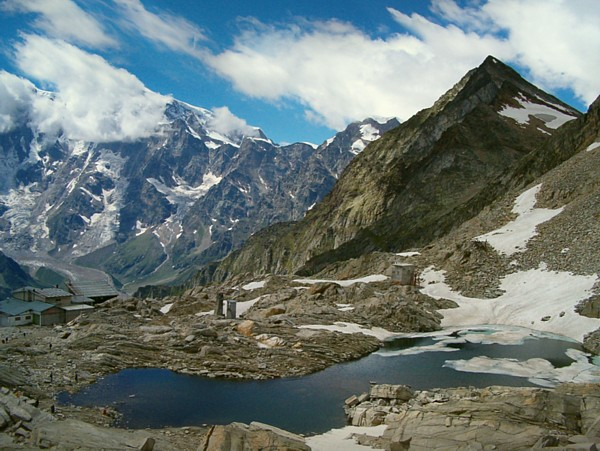
Passo del Monte Moro

L'attività turistica a Macugnaga affonda le radici già alla fine del Settecento quando prima il Bartolozzi nel 1781 e poi il conte Morozzo della Rocca nel 1787, decisero di visitare questi luoghi principalmente a scopo scientifico per misurare l'altezza delle montagne del Piemonte. Il conte Morozzo della Rocca, in particolare, scoprì la celebre parete est del Rosa e ne tentò immediatamente la salita ma si dovette arrestare quasi subito a nemmeno 2.900 metri s.l.m. Informò della scoperta il famoso naturalista Horace-Bénédict de Saussure che, dopo esser già stato in cima al Monte Bianco, si recò in visita a Macugnaga nel luglio del 1789. Qui salì accompagnato da un cacciatore locale, Giovanni Battista Jacchetti, prima all'Alpe Pedriola, alla base della parete e poi sul Pizzo Bianco del quale raggiunse l'anticima (3.180 metri s.l.m.). Rimase affascinato alla vista della parete ma la reputò impossibile da scalare a causa della sua ripidezza e della sua terribile pericolosità. Da quella data, la presenza del ciclopico versante attirerà nel corso degli anni sempre più scalatori provenienti da ogni parte d'Europa, contribuendo così a scrivere il nome di Macugnaga tra le località più importanti dell'alpinismo internazionale.
Sull'onda di questa crescente fama aprirono i primi alberghi: Franz Josef Lochmatter da Sankt Niklaus nel cantone svizzero di Valais ha aperto nel 1854 il primo albergo a Macugnaga e lo ha chiamato «Monte Rosa». Egli è quindi il pioniere del turismo di Macugnaga. Nella seconda metà dell'Ottocento, Domenico Oberto inaugurò l'Hotel Monte Moro che diventò in seguito la base logistica di molte imprese sul Rosa. Successivamente è l'avvento dello sci a lanciare la località anche nel novero delle stazioni sciistiche; oggi Macugnaga è una rinomata meta di turismo invernale: il centro dispone di 40 chilometri di piste di discesa e moderni impianti di risalita, accoglienti strutture alberghiere e di ristorazione e negozi di articoli dell'artigianato locale. La sua collocazione geografica, spettacolare e molto scenografica, è stata scelta per set di numerosi produzioni TV e documentaristiche di altissimo livello naturalistico, culturale e cinematografico. Dall'abitato è possibile raggiungere tramite seggiovia il ghiacciaio del Belvedere a 1.932 metri s.l.m. e tramite la funivia Macugnaga-Bill-Passo Moro il passo del Monte Moro a quasi 3.000 metri s.l.m. di quota sul confine italo-svizzero.
A Macugnaga, i primi impianti di risalita comparvero negli anni cinquanta. Nel 1952 vennero inaugurate le seggiovie monoposto "Pecetto-Burki-Belvedere" e negli anni seguenti diverse sciovie. Nel 1959 vi fu l'apertura della funivia a campata unica "Staffa-Bill", che tre anni dopo venne prolungata, con la costruzione di un secondo troncone, fino ai 2.900 metri s.l.m. del passo del monte Moro (funivia Macugnaga-Bill-Passo Moro). Nel 1964 vi fu l'apertura dell'avveniristica funivia "Pecetto-Piani Alti". Vennero, inoltre, aperte sciovie al passo del monte Moro, all'Alpe Bill, all'Alpe Burki, tra Staffa e Pecetto, ai Piani Alti di Rosareccio. Fu questo il periodo di massimo sviluppo turistico per Macugnaga. Il 10 marzo 1975 una grossa valanga scesa dal Pizzo Bianco si schiantò contro il pilone di sostegno della funivia dei Piani Alti, causandone il crollo. La funivia non venne più riattata e cadde in totale stato di abbandono. Le funi portante vennero rimosse solo negli anni novanta del secolo scorso. Il terribile incidente non causò, fortunatamente, vittime. Nel 1976 le seggiovie monoposto "Pecetto-Burki-Belvedere" furono sostituite da moderne e veloci seggiovie biposto.
Queste ebbero, però, vita breve perché, nell'estate del 1979, le acque straripate dal lago delle Locce, devastarono con una forza incredibile la stazione intermedia posta all'Alpe Burki, danneggiando un tratto significativo di entrambe le seggiovie. Esse vennero ricostruite a tempo di record dalla ditta Marchisio, e tornarono in esercizio durante le vacanze natalizie. Negli anni novanta la diminuzione delle nevicate, causò un sempre minor numero di presenze. Nel 2006 la "Funivie Macugnaga Monterosa S.p.A.", società che si occupava degli impianti sciistici, fallì e la gestione di questi passò alla società "Monterosa Star s.r.l.", le cui quote sono in gran parte di proprietà del Comune di Macugnaga. Il 13 aprile 2009 si verificò un pericoloso incidente sulla funivia "Bill-Passo Moro": la fune di soccorso si ruppe improvvisamente, andando a cadere sulla sottostante seggiovia "Ruppenstein". I passeggeri, illesi, furono prontamente soccorsi in elicottero. La funivia riprese il proprio regolare esercizio il 26 dicembre 2009, dopo la sostituzione delle componenti danneggiate nell'incidente.
Grazie al buon innevamento, nell'estate 2010 fu possibile l'apertura della sciovia "San Pietro" per la pratica dello sci estivo. Quest'attività era cessata, da oltre un ventennio, a causa dello scarso innevamento. L'evento si ripeté nelle estati 2013 e 2014.
Dopo il termine della vita tecnica della sciovia "Joder" (2011), il 6 marzo 2012 terminò anche la vita tecnica della sciovia "Smeraldo", che venne temporaneamente sostituita con il riposizionamento del tapis roulant in precedenza situato al Centro Sportivo di Pecetto.
La località è molto frequentata nel periodo estivo per le passeggiate e il trekking, grazie anche alla presenza di diversi rifugi attrezzati. Il calendario delle manifestazioni estive annovera centinaia di proposte d'intrattenimento.

## Amministrazione
Di seguito è presentata una tabella relativa alle amministrazioni che si sono succedute in questo comune.
| Periodo        | Periodo        | Primo cittadino           | Partito                                       | Carica  | Note   |
| -------------- | -------------- | ------------------------- | --------------------------------------------- | ------- | ------ |
| 28 aprile 1997 | 14 maggio 2001 | Tiziano Iacchini          | lista civica                                  | Sindaco | [ 10 ] |
| 14 maggio 2001 | 30 maggio 2006 | Teresio Valsesia          | lista civica                                  | Sindaco | [ 10 ] |
| 30 maggio 2006 | 16 maggio 2011 | Giovanna Boldini In Vacca | lista civica                                  | Sindaco | [ 10 ] |
| 16 maggio 2011 | 5 giugno 2016  | Stefano Corsi             |                                               | Sindaco | [ 10 ] |
| 5 giugno 2016  | 4 ottobre 2021 | Stefano Corsi             | lista civica: Monte Rosa est è Macugnaga rosa | Sindaco | [ 10 ] |
| 4 ottobre 2021 | in carica      | Alessandro Bonacci        | lista civica: Macugnaga                       | Sindaco | [ 10 ] |

### Altre informazioni amministrative
Macugnaga faceva parte dell'ex Comunità montana delle Valli dell'Ossola, sostituita dal 2012 dall'Unione Montana delle Valli dell'Ossola.

## Sport

### Impianti di risalita attualmente in esercizio
- Seggiovia biposto "Pecetto-Burky", costruita dalla ditta Marchisio nel 1979 (originariamente monoposto, 1956-1976);
- Seggiovia biposto "Burky-Belvedere", costruita dalla ditta Marchisio nel 1979 (originariamente monoposto, 1956-1976);
- Funivia "Staffa-Bill", costruita dalla ditta Piemonte Funivie nel 1959;
- Funivia "Bill-Passo Moro", costruita dalla ditta Ceretti Tanfani nel 1962;
- Sciovia "Alpe Burki (Burki III)", costruita dalla ditta CCM nel 2006;
- Seggiovia biposto "Ruppenstein", costruita dalla ditta MEB Impianti nel 1999 (in sostituzione della precedente sciovia del 1968);
- Sciovia "San Pietro", costruito dalla ditta MEB Impianti nel 1995 (originariamente del 1964);
- Tapis roulant "Belvedere", costruito dalla ditta MEB Impianti;
- Tapis roulant "Scuola 1";
- Tapis roulant "Scuola 2"
- Tapis roulant "Centro Sportivo" (ora riposizionato all'arrivo della funivia del passo del Monte Moro in sostituzione della dismessa sciovia "Smeraldo").

### Piste di sci alpino
- Piste servite dalla seggiovia "Pecetto-Burky" (1.370-1.590 m s.l.m.)
  - "Fontanone"
  - "Scoiattoli"
- Piste servite dalla seggiovia "Burky-Belvedere" (1.591-1.900 m s.l.m.)
  - "Ruonograbe"
  - "Belvedere"
  - "Rifugio"
- Piste servite dalla sciovia "Alpe Burky" (1.483-1.655 m s.l.m.)
  - "Burki"
  - "Gare"
- Piste servite dalla funivia "Bill-Passo del Monte Moro" (1.701-2.804 m s.l.m.)
  - "Moro-Bill (Monte Moro)"
  - "Meccia"
- Piste servite dalla seggiovia "Ruppenstein" (2.347-2.820 m s.l.m.)
  - "Lago"
  - "Ruppenstein"
  - "Variante Pluviometro"
  - "Variante Gare"
  - "Variante Joder"
  - "Roccette"
  - "Roccette bis"
- Piste servite dalla sciovia "San Pietro" (2.767-2.840 m s.l.m.)
  - "San Pietro"
  - "Variante della Svizzera"
- Piste servite dal tapis roulant "Rientro stazione funivia" (ex sciovia "Smeraldo")
  - "Smeraldo"

### Impianti di risalita dismessi
- Funivie "del Pizzo Bianco Pecetto-Piani Alti di Rosareccio" (1.370-2.200 m s.l.m., 1964/10-3-1975 a seguito di una valanga)
- Sciovia "Locce Chiuse" ai Piani Alti di Rosareccio
- Sciovia "Piani Alti Nord" ai Piani Alti di Rosareccio
- Sciovia "Piani Alti Sud" poi "Rosareccio" ai Piani Alti di Rosareccio
- Sciovia "Burky I e II" all'alpe Burky (1.483 m s.l.m.)
- Sciovia "del Sole" a Pecetto Superiore nei pressi della Croce di Wasma
- Sciovia "del Ronco", nei pressi dell'Anza sotto Staffa
- Sciovia "Tambach I e II" a Staffa (anni '50-2001)
- Sciovia "Vecchio Tiglio I e II" a Staffa (anni '60-2004)
- Sciovia "Horlovono" a Staffa (anni '60/'80)
- Sciovia "Jeini" all'alpe Bill (1967-'80 ca.)
- Sciovia "Joder" al Passo del Monte Moro (1981-?)
- Sciovia "Smeraldo" al Passo del Monte Moro (1981-1999)
- Sciovia "Fillar" all'alpe Burky (riposizionamento della sciovia "Jeini", che però non entrò mai in funzione)

### Rifugi e bivacchi alpini
Numerosi sono i rifugi alpini presenti sulle montagne di Macugnaga:
- Bivacco "Amici della Val Moriana" (CAI di Macugnaga) all'alpe Moriana (1.795 m s.l.m.)
- Bivacco “Valentino Belloni” (CAI di Gallarate) alla Loccia dei Camosci (2490 m s.l.m.)
- Bivacco “Città di Gallarate” (CAI di Gallarate) sulla punta Jägerhorn (3.969 m s.l.m.)
- Bivacco "Città di Luino" (CAI di Luino) alle Rocce di Roffel (3.598 m s.l.m.)
- Bivacco "Emiliano Lanti" (CAI di Macugnaga) al Ratuligher, in alta Val Quarazza (2.150 m s.l.m.)
- Bivacco “Augusto Pala” (già Bivacco Kovaks, CAI di Macugnaga) all'alpe Hinderbalmo (1.910 m s.l.m.)
- Rifugio “Città di Saronno” (CAI di Saronno) al Belvedere (1.827 m s.l.m.)
- Rifugio “Gaspare Oberto-Paolo Maroli” (CAI di Macugnaga) al Passo del Monte Moro (2.796 m s.l.m.)
- Rifugio “Damiano Marinelli” (detto anche capanna “Damiano Marinelli “, CAI di Milano) sul Crestone Marinelli (3.036 m s.l.m.)
- Rifugio “Eugenio Sella” (CAI di Macugnaga ma gestito dalla sezione SEO-CAI di Domodossola), su un contrafforte roccioso del Nuovo Weisstor (3.029 m s.l.m.)
- Rifugio “Rodolfo Zamboni-Mario Zappa” (CAI sezione SEM di Milano) all'alpe Pedriola (2.070 m s.l.m.)

### Ciclismo
Il 27 maggio 2011 ha ospitato l'arrivo della 19ª tappa del Giro d'Italia 2011 con la vittoria di Paolo Tiralongo.